# Jack London Club
Jack London Club (JLC), jehož příslušníci se nazývali "londonovci", byla prvorepubliková avantgardní levicová organizace, která sdružovala trampskou a amatérsky sportující mládež socialistického a demokratického smýšlení. Policie považovala spolek za komunistický. Po roce 1936 spolupracoval se Svazem mladých. Mezi jeho aktivity patřilo například pořádání Večera sportu a kultury mladých v roce 1933 či kampaň proti účasti československých sportovců na letních olympijských hrách 1936 v nacistickém Německu.
Po druhé světové válce byl sice klub obnoven, ale po Únoru 1948 byl coby "trockistický" rozpuštěn a někteří jeho činitelé vězněni a pronásledováni.